# Années 1630
Les années 1630 couvrent la période de 1630 à 1639.

## Événements
- Vers 1630-1635 : Abd el Kerim, d’origine arabe, convertit à l’Islam le Ouadaï (Tchad). Avec l’aide des tribus maba, il renverse le souverain toundjour, animiste et fonde une nouvelle dynastie avec pour capitale Ouara[1].

- 1630-1635, Brésil : la Compagnie néerlandaise des Indes occidentales prend Recife et la capitainerie du Pernambouc ; les Hollandais occupent la Nouvelle-Hollande jusqu'en 1654[2].
- 1630 : fondation de Boston et colonisation de la baie du Massachusetts[2]. La « Tyrany » de Charles Ier d'Angleterre et la persécution des puritains par Laud suscitent une grande vague de départs vers l’Amérique. Près de 20 000 Anglais passent l’Atlantique entre 1630 et 1640. 500 000 personnes émigrent hors d’Angleterre entre 1630 et 1700.
- 1632 : colonie du Maryland[2].
- 1633-1637 : publication des édits qui ferment le Japon sur l'extérieur (1633-1636). persécution anti-chrétienne au Japon ; mise à mort des seize martyrs de Nagasaki. Rébellion de Shimabara (1637-1638)[3].
- 1635-1665 : essor militaire du royaume du Baguirmi sous le mbang Bourkoumanda Ier. Il envahit le Kanem et prend le contrôle de la piste du Sahara central jusqu'à Bilma  en annexant le Borkou et le Kaouar, puis entre en conflit avec le royaume du Ouaddaï[1].
- 1635 : Compagnie des îles d'Amérique. Colonisation de la Martinique, de la Guadeloupe et de la Dominique par la France[2].⋅
- 1635-1639 : poursuite de la guerre entre les Ottomans et les Séfévides ; le sultan ottoman Murat IV mène une campagne victorieuse contre la Perse en Arménie (1635), reprend Bagdad (1638). Le traité de Qasr-i-Chirin confirme à la Turquie la possession de Bagdad et Tabriz et celle d'Erevan aux Séfévides[4].
- 1636 : colonie de Rhode Island et des plantations de Providence[5].
- 1636-1644 : les Hollandais font le blocus de Goa, tous les ans de septembre à avril-mai pendant huit ans[6].
- 1636-1638 : guerre contre les Pequots en Nouvelle-Angleterre[7].

- Les Peuls du Macina, alliés aux Bambaras de Ségou, ravagent ce qui reste de l’Empire du Mali[8].

- Au Congo (future République démocratique du Congo, Shyaam a Mboul a Ngoong[9], roi des Kouba (Kuba) rapporte du Bas-Congo la culture du maïs, du manioc, des haricots et du tabac, le tissage, la broderie, de nouveaux styles de forge et de sculpture sur bois[10].

### Europe
- 1629-1631 : épidémie de peste en Italie[11].
- 1630 : Journée des Dupes ; le roi de France Louis XIII réitère sa confiance à son ministre Richelieu[12].
- 1631 : 
  - fin de la guerre de Succession de Mantoue[13].
  - bataille de Breitenfeld[13].
- 1632-1634 : guerre de Smolensk[14].
- 1633 : procès de Galilée, qui doit renier ses convictions coperniciennes. Descartes apprend l'issue du procès, et renonce à publier son traité du monde et de la lumière[15].
- 1634 : bataille de Nördlingen[16].
- 1635 : paix de Prague entre l’empereur Ferdinand II et l’Électeur de Saxe. La France prend part à la guerre de Trente Ans. Début de la guerre franco-espagnole (fin en 1659)[16].
- 1636 : état de guerre entre l’empereur Ferdinand II et la France à cause de l’intervention française en Franche-Comté[16].
- 1637 :
  - première du Cid au Théâtre du Marais. Le triomphe public de Corneille s'accompagne d'une vive polémique, souvent appelée Querelle du Cid, qui contribue à définir le théâtre classique[17].
  - Descartes publie le Discours de la méthode[18], préface de trois traités intitulés les Météores, la Dioptrique et la Géométrie où il expose les bases de la géométrie analytique[19].
- 1637-1638 : des Juifs polonais sont accusés de meurtre rituel par les chrétiens à Lublin en 1636 et à Cracovie en 1637[20].

- 1637-1640 : l’imposition en 1637 du Livre de prière et de la hiérarchie épiscopale provoque le mouvement covenantaire en Écosse (1638) et les deux guerres des évêques (1639-1640) qui tournent à l’avantage des Écossais[21]. Ce conflit ouvre une période de crise qui implique l’Angleterre, l’Écosse et l’Irlande de 1639 à 1651, les guerres des Trois Royaumes[22].
- 1638-1645 : apogée du salon littéraire de Catherine de Vivonne tenu à l'Hôtel de Rambouillet à Paris[23].
- 1639 : victoire navale décisive des Néerlandais sur les Espagnols bataille des Downs[24].

## Personnalités significatives
- Charles Ier d'Angleterre
- Christine de France
- Pierre Corneille
- René Descartes
- Galileo Galilei
- Gustave II Adolphe de Suède
- Ladislas IV Vasa
- William Laud
- Louis XIII de France
- Axel Oxenstierna
- Richelieu
- Urbain VIII
- Albrecht von Wallenstein